# محمد مجدآرا
مهندس محمد مجدآرا (زاده ۱۳۳۴ در بابل - درگذشته ۳۰ شهریور ۱۳۷۵) استاندار اسبق مازندران (شامل مازندران و گلستان کنونی)، معاون وزیر کشور و نماینده دورهای سوم، چهارم و پنجم مجلس شورای اسلامی از حوزه انتخابی شهرستان بابلسر، فریدونکنار و بهنمیر و پیش از آن حوزه انتخابی بخش‌های بخش بندپی غربی بابل و بخش بندپی شرقی بابل و شهرستان بابلسر (پیش از جداشدن بابلسر از شهرستان بابل) بود.

## تحصیلات
کارشناسی ارشد مهندسی مکانیک از دانشگاه صنعتی نوشیروانی بابل

## سوابق
- عضو هیئت علمی دانشگاه صنعتی نوشیروانی بابل
- معاون عمرانی وزیر کشور
- معاون جنگ وزیر کشور
- نماینده مردم در سومین، چهارمین و پنجمین دوره مجلس شورای اسلامی
- استاندار مازندران
- نماینده پارلمانی جمهوری اسلامی ایران در اجلاس پارلمانی جهانی
- نائب رئیس و مخبر کمیسیون برنامه و بودجه در مجلس شورای اسلامی
- رئیس فدراسیون تنیس روی میز جمهوری اسلامی ایران
- عضو هیئت بلندپایه در سفر ریاست جمهوری به سوریه و ترکیه